# Oulad Aamer
Oulad Aamer (franska: Oulad Aamer (CR), Oulad Aamer (Commune Rurale), arabiska: ميات) är en kommun i Marocko.   Den ligger i provinsen El Kelaâ des Sraghna och regionen Marrakech-Safi, i den norra delen av landet, 220 km söder om huvudstaden Rabat. Antalet invånare är 6 089.